# Jane Wilde Hawking
Jane Wilde, nacida como Jane Beryl Wilde (St Albans, 29 de marzo de 1944) es una escritora y educadora británica. También es conocida por ser la primera esposa de Stephen Hawking.

## Biografía
Jane Wilde; hija de Beryl Eagleton y de George Wilde, creció en St Albans y luego estudió lenguas, obteniendo su doctorado en Poesía Medieval Española. Se casó con Stephen Hawking en 1965, a quien conoció por un amigo en común en una fiesta.: 37 La pareja tuvo tres hijos: Robert Hawking nacido en 1967, Lucy Hawking en 1970, y Timothy Hawking en 1979. Jane y Stephen se separaron en 1990 y se divorciaron cinco años más tarde. Ella lo apoyó durante su enfermedad para que él pudiera continuar con su trabajo.
Tras divorciarse de Hawking, Jane se casó con Jonathan Hellyer Jones,  amigo de la familia y músico. Sobre su matrimonio con Stephen escribió Music to Move the Stars: A Life with Stephen, que fue publicado en 1999. Después de que el físico se separara de su segunda esposa, Elaine, él y Jane establecieron una relación de trabajo. En 2008, publicó una versión actualizada de la biografía Travelling to Infinity: My Life with Stephen.
Actualmente lleva una tranquila vida con su segundo esposo Jonathan y es profesora de Lenguas Romances.

## Algunas publicaciones
- Travelling to Infinity – My Life with Stephen Alma Books 2008 ISBN 1-84688-065-3
- Music to Move the Stars: A Life with Stephen Macmillan Publishers, London 1999 ISBN 0-333-74686-4

## Interpretaciones en películas
Jane Wilde Hawking fue caracterizada por Lisa Dillon en la película Hawking (2004). Más tarde fue personificada por Felicity Jones en la película La teoría del todo (2014) basada en su libro Travelling to Infinity – My Life with Stephen.